# Proacrisis levis
Proacrisis levis är en stekelart som beskrevs av Vladimir Ivanovich Tobias 1983. Proacrisis levis ingår i släktet Proacrisis och familjen bracksteklar. Arten är reproducerande i Sverige. Inga underarter finns listade i Catalogue of Life.